# Honoré Icard
Honoré Icard fue un escultor francés, nacido en 1843 en Tourtouse y fallecido en 1917 en Saint-Germain-en-Laye.

## Datos biográficos
Se inicia como aprendiz de un ebanista y escultor en Saint-Girons . Después trabajó un tiempo con un ornamentalista de Clermont-Ferrand , ciudad donde consigue en 1869 un primer premio de escultura en la Escuela de Bellas Artes. Durante la Guerra Franco-Prusiana de 1870, fue hecho prisionero en Praga. Liberado, quiso ir a París para completar su formación, allí estudió en la Escuela de Artes Decorativas . Más tarde se trasladó a Saint-Germain-en-Laye, donde murió en 1917.
En París, fue un habitual en el Salón de Pintura y Escultura , en el que participa cada año desde 1875 (fecha en que fue admitido como miembro de la Sociedad de Artistas Franceses) hasta 1913. Fue en varias ocasiones miembro del jurado. 

## Obras
Icard legó su producción al estado francés, por lo que la mayoría de sus obras se conservan en las reservas del museo. Muchas esculturas fueron destruidas o perdidas.
Entre las mejores y más conocidas obras de Honoré Icard se incluyen las siguientes:
- San Jerónimo - Saint-Jérome (para la Exposición Universal de 1878 en París, conservado en el Museo del departamento de Ariège , parece perdido.
- David frente a Saúl - David devant Saül (versión de yeso para la Exposición Universal de 1878 en París, destruido; versión en mármol en el Museo de Evreux)[1]
- Derechos Humanos - Les droits de l'Homme (pour l' exposition universelle de 1893 à Chicago) (para la Exposición Universal de 1893 en Chicago)
- El duque de Luynes - Le duc de Luynes (mármol, encargado por el Estado para el Instituto de Francia, Museo Condé de Chantilly)[2]
- La Araña - L'Araignée (mármol para la Exposición Universal de 1900 , Museo de Bellas Artes de Quimper)[3]
- Las vírgenes necias - Les Vierges folles (para la Exposición Universal de 1900 , Museo de Bellas Artes, Troyes )
- Barquero - Nautonnier (para la Exposición Universal de 1900 , jardines de Saint-Germain-en-Laye )
- Descendimiento de la Cruz - La descente de Croix (Iglesia de Saint-Germain-en-Laye )
- Monumentos de Pierre Bayle (bronce inaugurado en Pamiers , fundido durante la Segunda Guerra Mundial)